# Лейк-Джордж (Міннесота)
Лейк-Джордж (англ. Lake George) — переписна місцевість (CDP) в США, в окрузі Габбард штату Міннесота. Населення — 233 особи (2020).

## Географія
Лейк-Джордж розташований за координатами 47°11′29″ пн. ш. 94°58′52″ зх. д. / 47.19139° пн. ш. 94.98111° зх. д. (47.191502, -94.981161).  За даними Бюро перепису населення США в 2010 році переписна місцевість мала площу 15,89 км², з яких 11,61 км² — суходіл та 4,28 км² — водойми.

## Демографія
Згідно з переписом 2010 року, у переписній місцевості мешкало 230 осіб у 106 домогосподарствах у складі 70 родин. Густота населення становила 14 особи/км².  Було 210 помешкань (13/км²).
Расовий склад населення:
| - 95,2 % — білих - 1,3 % — корінних американців - 1,3 % — азіатів |

До двох чи більше рас належало 2,2 %. Частка іспаномовних становила 3,0 % від усіх жителів.
За віковим діапазоном населення розподілялося таким чином: 21,3 % — особи молодші 18 років, 55,7 % — особи у віці 18—64 років, 23,0 % — особи у віці 65 років та старші. Медіана віку мешканця становила 48,4 року. На 100 осіб жіночої статі у переписній місцевості припадало 117,0 чоловіків;  на 100 жінок у віці від 18 років та старших — 112,9 чоловіків також старших 18 років.
Середній дохід на одне домашнє господарство  становив 61 253 долари США (медіана — 45 000), а середній дохід на одну сім'ю — 77 976 доларів (медіана — 53 750). Медіана доходів становила 38 750 доларів для чоловіків та 54 375 доларів для жінок. За межею бідності перебувало 2,2 % осіб, у тому числі 0,0 % дітей у віці до 18 років та 3,1 % осіб у віці 65 років та старших.
Цивільне працевлаштоване населення становило 89 осіб. Основні галузі зайнятості: освіта, охорона здоров'я та соціальна допомога — 29,2 %, роздрібна торгівля — 20,2 %, виробництво — 10,1 %, транспорт — 7,9 %.